# Consultaré a Mister Brown
Consultaré a Mister Brown es una película española de género dramático estrenada en 1946, dirigida por Pío Ballesteros y basada en la novela El socio del escritor chileno Jenaro Prieto publicada en 1928.
Cabe destacar la colaboración en el guion de la película de Camilo José Cela.

## Sinopsis
Un pobre hombre se inventa la existencia de un adinerado socio extranjero para evitar la ruina financiera.

## Reparto
- Valeriano Andrés como Anselmo García
- Jacinto Higueras como Quesada
- José Franco
- Guillermo Marín
- Amparo Reyes
- María Jesús Valdés